# 于贝尔·拉福蒂纳
于贝尔·拉福蒂纳（法語：Hubert Lafortune，1889年11月24日—？），比利时男子竞技体操运动员。他曾参加1920年在安特卫普举行的夏季奥运会，结果在男子团体全能项目上获得银牌。